# 波氏細歧鬚鱨
波氏細歧鬚鱨，為輻鰭魚綱鯰形目倒立鯰科的其中一種，分布於非洲幾內亞及賴比瑞亞，體長可達4.1公分，棲息在底層水域。

## 外部連結
- 波氏細歧鬚鱨的圖片 （页面存档备份，存于）